# Jasper (Indiana)
Jasper – miasto w Stanach Zjednoczonych, w stanie Indiana, siedziba administracyjna hrabstwa Dubois.